# Cláudio Winck
Cláudio Winck Neto (Portão, 15 aprile 1994) è un calciatore brasiliano, difensore del Kasımpaşa.

## Biografia
Suo padre Sérgio e suo zio Luiz Carlos sono stati ex calciatori.

## Caratteristiche tecniche
Può svolgere tutti i ruoli sulla fascia di destra, partendo dal terzino fino all'ala offensiva. Non si tratta però dal classico terzino brasiliano votato solo all'attacco, infatti riesce a destreggiarsi bene in entrambe le fasi, anche se le sue qualità migliori sono quelle offensive, dove abbina alla sua facilità di corsa una tecnica non comune che gli fa produrre con facilità dei cross. Proprio grazie alle sue qualità tecniche è pericoloso anche con tiri da lontano, oltre ad avere una buona capacità di inserirsi. È prestante anche fisicamente, oltre ad avere un temperamento non indifferente.

## Carriera

### Club

#### Internacional
Fa il suo debutto nel Brasileirão l'11 agosto 2013 in una gara della tredicesima giornata fra Internacional e Atlético Paranaense, subentrando al 53' a Ednei.

#### Hellas Verona
Il 21 luglio 2015 l'Hellas Verona annuncia di aver acquisito il difensore brasiliano con la formula del prestito annuale con opzione di acquisto dall'Internacional di Porto Alegre. Il 2 Dicembre fa il suo esordio in Coppa Italia contro il Pavia e segna nei minuti di recupero il gol del passaggio del turno. Il 25 marzo 2016, dopo solo due presenze in Coppa Italia, il Verona comunica la risoluzione del prestito del calciatore.

#### Ritorno in Brasile
Tornato in patria, il 25 marzo 2016 passa in prestito fino al termine della stagione e in quella successiva al Chapecoense con cui vince il Campionato Catarinense 2016. Il successivo 28 novembre si salva dalla tragedia aerea che ha coinvolto la squadra in quanto non convocato e quindi non in volo.
Il 31 dicembre 2016, il suo prestito scadrà, ritornando all'Internacional. Totalizzerà 26 presenze segnando 2 reti.
Il 22 marzo 2018, passa in prestito allo Sport Recife. Nella stagione 2018-2019, totalizzerà 21 presenze segnando 3 reti.
Il 1º gennaio 2019, firmerà per il Vasco da Gama. Il giocatore è arrivato con grandi aspettative, ma che lui stesso non è riuscito a ripagare, scendendo in campo in sole 9 occasioni, venendo totalmente messo da parte dall'allenatore. Il giocatore farà anche  causa al club con una causa di 430.000 Reais, a causa del mancato pagamento delle rate del suo stipendio.

#### Marítimo
Il 15 settembre 2020 il club brasiliano lo spedirà in direzione Portogallo, al Marítimo.

## Statistiche

### Presenze e reti nei club
Statistiche aggiornate al 21 febbraio 2025.
| Stagione             | Squadra              | Campionato           | Campionato | Campionato | Coppe nazionali | Coppe nazionali | Coppe nazionali | Coppe continentali | Coppe continentali | Coppe continentali | Altre coppe | Altre coppe | Altre coppe | Totale | Totale |
| Stagione             | Squadra              | Comp                 | Pres       | Reti       | Comp            | Pres            | Reti            | Comp               | Pres               | Reti               | Comp        | Pres        | Reti        | Pres   | Reti   |
| -------------------- | -------------------- | -------------------- | ---------- | ---------- | --------------- | --------------- | --------------- | ------------------ | ------------------ | ------------------ | ----------- | ----------- | ----------- | ------ | ------ |
| 2012                 | Internacional        | PD/RS+A              | 2+0        | 0+0        | CB              | 0               | 0               | -                  | -                  | -                  | -           | -           | -           | 2      | 0      |
| 2013                 | Internacional        | PD/RS+A              | 0+3        | 0+0        | CB              | 0               | 0               | -                  | -                  | -                  | -           | -           | -           | 3      | 0      |
| 2014                 | Internacional        | PD/RS+A              | 11+12      | 3+2        | CB              | 2               | 0               | CS                 | 1                  | 0                  | RG          | 1           | 2           | 26     | 7      |
| 2015                 | Internacional        | PD/RS+A              | 6+1        | 1+0        | CB              | 0               | 0               | -                  | -                  | -                  | -           | -           | -           | 7      | 1      |
| 2015-mar. 2016       | Verona               | A                    | 0          | 0          | CI              | 2               | 1               | -                  | -                  | -                  | -           | -           | -           | 2      | 1      |
| 2016                 | Chapecoense          | CT+A                 | 1+5        | 1+0        | CB              | 3               | 0               | -                  | -                  | -                  | -           | -           | -           | 9      | 1      |
| 2017                 | Internacional        | PL+B                 | 5+21       | 1+2        | CB              | 0               | 0               | -                  | -                  | -                  | -           | -           | -           | 25     | 3      |
| Totale Internacional | Totale Internacional | Totale Internacional | 24+36      | 5+4        |                 | 2               | 0               |                    | 1                  | 0                  |             | 1           | 2           | 64     | 11     |
| 2018                 | Sport Recife         | CG+A                 | 5+21       | 0+3        | CB              | 0               | 0               | -                  | -                  | -                  | -           | -           | -           | 26     | 3      |
| 2019                 | Vasco da Gama        | CC+A                 | 3+2        | 0          | CB              | 0               | -               | -                  | -                  | -                  | -           | -           | 6           | 0      |        |
| 2020                 | Vasco da Gama        | CC+A                 | 2+2        | 0          | CB              | 0               | -               | -                  | -                  | -                  | -           | -           | 4           | 0      |        |
| Totale Vasco da Gama | Totale Vasco da Gama | Totale Vasco da Gama | 5+4        | 0          |                 | 0               | 0               |                    | -                  | -                  |             | -           | -           | 9      | 0      |
| 2020-2021            | Marítimo             | PL                   | 29         | 0          | CP+CdL          | 3+0             | 0               | -                  | -                  | -                  | -           | -           | -           | 32     | 0      |
| 2021-2022            | Marítimo             | PL                   | 30         | 4          | CP+CdL          | 1+1             | 0               | -                  | -                  | -                  | -           | -           | -           | 32     | 4      |
| 2022-2023            | Marítimo             | PL                   | 36         | 7          | CP+CdL          | 1+2             | 0               | -                  | -                  | -                  | -           | -           | -           | 39     | 7      |
| Totale Maritimo      | Totale Maritimo      | Totale Maritimo      | 95         | 11         |                 | 8               | 0               |                    | -                  | -                  |             | -           | -           | 103    | 11     |
| 2023-2024            | Kasımpaşa            | SL                   | 32         | 3          | CT              | 2               | 1               |                    | -                  | -                  |             | -           | -           | 34     | 4      |
| 2024-2025            | Kasımpaşa            | SL                   | 21         | 3          | CT              | 0               | 0               |                    | -                  | -                  |             | -           | -           | 21     | 3      |
| Totale Kasımpaşa     | Totale Kasımpaşa     | Totale Kasımpaşa     | 53         | 6          |                 | 2               | 1               |                    | -                  | -                  |             | -           | -           | 55     | 7      |
| Totale carriera      | Totale carriera      | Totale carriera      | 249        | 30         |                 | 17              | 2               |                    | 1                  | 0                  |             | 1           | 2           | 268    | 34     |

## Palmarès

### Club

#### Competizioni statali
- Campionato Gaúcho: 4

International: 2012, 2013, 2014, 2015
- Campionato Catarinense: 1

Chapecoense: 2016

#### Competizioni internazionali
- Coppa Sudamericana: 1

Chapecoense: 2016

### Nazionale
- Campionato sudamericano Under-17: 1

2011